# Azteca angusticeps
Azteca angusticeps är en myrart som beskrevs av Carlo Emery 1893. Azteca angusticeps ingår i släktet Azteca och familjen myror. Inga underarter finns listade.